# Fussballclub Aarau 1902 2010-2011
Questa voce raccoglie le informazioni riguardanti il Fussballclub Aarau 1902 nelle competizioni ufficiali della stagione 2010-2011.

## Stagione
Nella stagione 2010-2011 l'Aarau, allenato da Ranko Jakovljević, René Weiler e Thomas Binggeli, concluse il campionato di Challenge League al 11º posto. In Coppa Svizzera l'Aarau fu eliminato al secondo turno dal Kriens.

## Rosa
| N. |                                 | Ruolo | Calciatore        |
| -- | ------------------------------- | ----- | ----------------- |
| 1  | Svizzera (bandiera)             | P     | Joël Mall         |
| 1  | Svizzera (bandiera)             | P     | Sascha Studer     |
| 3  | Svizzera (bandiera)             | D     | Michael Ludäscher |
| 6  | Svizzera (bandiera)             | C     | Sandro Burki      |
| 7  | Svizzera (bandiera)             | C     | Emir Sinanović    |
| 8  | Svizzera (bandiera)             | D     | Loris Benito      |
| 9  | Svizzera (bandiera)             | A     | Patrick Bengondo  |
| 10 | Montenegro (bandiera)           | A     | Samel Šabanović   |
| 11 | Svizzera (bandiera)             | C     | David Marazzi     |
| 13 | Ungheria (bandiera)             | D     | András Vági       |
| 14 | Svizzera (bandiera)             | C     | Tobias Müller     |
| 15 | Bosnia ed Erzegovina (bandiera) | C     | Dejan Jakovljević |
| 17 | Macedonia del Nord (bandiera)   | A     | Aco Stojkov       |

| N. |                                 | Ruolo | Calciatore          |
| -- | ------------------------------- | ----- | ------------------- |
| 20 | Svizzera (bandiera)             | C     | Marco Aratore       |
| 21 | Svizzera (bandiera)             | D     | Giuseppe Rapisarda  |
| 22 | Kosovo (bandiera)               | A     | Skender Zeqiri      |
| 23 | Moldavia (bandiera)             | C     | Artur Ioniță        |
| 24 | Svizzera (bandiera)             | D     | André Caetano       |
| 25 | Bosnia ed Erzegovina (bandiera) | C     | Zelimir Skopljak    |
| 25 | Albania (bandiera)              | A     | Shkëlzen Gashi      |
| 26 | Macedonia del Nord (bandiera)   | D     | Aleksandar Mitreski |
| 26 | Svizzera (bandiera)             | A     | Claudio Rüedi       |
| 27 | Liechtenstein (bandiera)        | C     | Michele Polverino   |
| 30 | Svizzera (bandiera)             | P     | Philipp Bachmann    |
| 32 | Svizzera (bandiera)             | P     | Reto Bolli          |

## Organigramma societario
Area tecnica
- Allenatore: René Weiler
- Allenatore in seconda: Thomas Binggeli
- Preparatore dei portieri: Patrick Abatangelo
- Preparatori atletici:

## Calciomercato

### Sessione estiva
| Acquisti | Acquisti          | Acquisti     | Acquisti |
| R.       | Nome              | da           | Modalità |
| -------- | ----------------- | ------------ | -------- |
| C        | Marco Aratore     | Thun         |          |
| P        | Philipp Bachmann  | Wohlen       |          |
| D        | André Caetano     | Zurigo II    |          |
| D        | Damir Džombić     | Vaduz        |          |
| C        | Dejan Jakovljević | Aarau II     |          |
| D        | Michael Ludäscher | Gossau       |          |
| A        | Samel Šabanović   | Grasshoppers |          |
| D        | András Vági       | MTK Budapest |          |

| Cessioni | Cessioni            | Cessioni          | Cessioni |
| R.       | Nome                | a                 | Modalità |
| -------- | ------------------- | ----------------- | -------- |
| D        | Giuseppe Aquaro     | CSKA Sofia        |          |
| C        | Sergio Bastida      | Wil               |          |
| P        | Ivan Benito         | Grasshoppers      |          |
| D        | Jonas Elmer         | Sion              |          |
| C        | Baykal Kulaksızoğlu | Karşıyaka         |          |
| D        | Veli Lampi          | Willem II         |          |
| C        | Steven Lang         | Grasshoppers      |          |
| A        | Toni Lehtinen       | Haka              |          |
| A        | Mobulu M'Futi       | Servette          |          |
| A        | Orhan Mustafi       | Arminia Bielefeld |          |
| A        | Ivan Pejčić         | EN Paralimni      |          |

### Sessione invernale
| Acquisti | Acquisti            | Acquisti        | Acquisti |
| R.       | Nome                | da              | Modalità |
| -------- | ------------------- | --------------- | -------- |
| A        | Shkëlzen Gashi      | Neuchâtel Xamax |          |
| P        | Reto Bolli          | San Gallo       |          |
| D        | Aleksandar Mitreski | Sion            |          |

| Cessioni | Cessioni      | Cessioni         | Cessioni |
| R.       | Nome          | a                | Modalità |
| -------- | ------------- | ---------------- | -------- |
| D        | Samuel Huber  | Wangen bei Olten |          |
| D        | Damir Džombić | Wil              |          |

## Risultati

### Challenge League

#### Andata
| Arbitro: | Jaccottet |

|                          |           |  |
| Bengondo 18’ Stojkov 90’ | Marcatori |  |

| Arbitro: | Graf |

|                         |           |  |
| Lalombongo 40’ Zari 56’ | Marcatori |  |

| Arbitro: | Bieri |

|                          |           |  |
| Marazzi 85’ Bengondo 90’ | Marcatori |  |

| Arbitro: | Pache |

|           |           |             |
| Russo 16’ | Marcatori | 62’ Stojkov |

| Arbitro: | Laperrière |

|             |           |                 |
| Stojkov 24’ | Marcatori | 28’ Ivanishvili |

| Arbitro: | Huwiler |

|           |           |                         |
| Antić 67’ | Marcatori | 22’ Marazzi 27’ Aratore |

| Arbitro: | Bieri |

|                                              |           |  |
| Besseyre 5’ (rig.) Morganella 72’ Andreu 81’ | Marcatori |  |

| Arbitro: | Carrell |

|                           |           |                                   |
| Šabanović 49’ Stojkov 57’ | Marcatori | 45’ Ciccone 76’ Sabia 77’ Merenda |

| Arbitro: | Studer |

|                    |           |                           |
| Meoli 62’ Katz 71’ | Marcatori | 29’ Marazzi 38’ Šabanović |

| Arbitro: | Bertolini |

|           |           |                         |
| Burki 36’ | Marcatori | 16’ Bastida 45’ Lezcano |

| Aarau 1º novembre 2010, ore 20:10 CET 11ª giornata | Aarau   | 0 – 0 referto | Servette | Stadion Brügglifeld (2 500 spett.)\| Arbitro: \| Huwiler \| |
| Arbitro:                                           | Huwiler |               |          |                                                             |

| Arbitro: | Winter |

|                                                                               |           |             |
| Sheholli 10’, 44’, 67’ Etoundi 47’ Liechti 59’ Veloso 83’ Di Nardo 90’ (rig.) | Marcatori | 90’ Stojkov |

| Arbitro: | Gut |

|                             |           |                                |
| Ludäscher 45’ Šabanović 48’ | Marcatori | 47’ Rodriguez 90’, 90’ Barbosa |

| Arbitro: | Klossner |

|               |           |  |
| Fejzulahi 59’ | Marcatori |  |

| Arbitro: | Carrell |

|  |           |               |
|  | Marcatori | 47’ N'Tiamoah |

#### Ritorno
| Arbitro: | Klossner |

|                                                         |           |                           |
| Bengondo 8’ Stojkov 34’ (rig.), 51’ Gashi 50’ Burki 90’ | Marcatori | 40’, 44’ Egli 55’ Morello |

| Arbitro: | Erlachner |

|                                |           |                                   |
| Germann 29’, 85’ Rodriguez 90’ | Marcatori | 25’ Stojkov 27’ Gashi 34’ Marazzi |

| Arbitro: | Graf |

|                                                   |           |                            |
| de Azevedo 20’ Rüfli 33’ Varela 52’ Karanović 79’ | Marcatori | 17’ Bengondo 89’ Šabanović |

| Aarau 14 marzo 2011, ore 20:10 CET 19ª giornata | Aarau      | 0 – 0 referto | Chiasso | Stadion Brügglifeld (2 300 spett.)\| Arbitro: \| Laperrière \| |
| Arbitro:                                        | Laperrière |               |         |                                                                |

| Arbitro: | Pache |

|  |           |             |
|  | Marcatori | 58’ Stojkov |

| Arbitro: | Jaccottet |

|  |           |                                                  |
|  | Marcatori | 69’ Pimenta 74’ N'Gindu 77’, 90’ (rig.) Besseyre |

| Arbitro: | Gut |

|            |           |  |
| Muslin 34’ | Marcatori |  |

| Arbitro: | Huwiler |

|                                |           |              |
| Stojkov 67’ (rig.) Aratore 78’ | Marcatori | 86’ Sonnerat |

| Arbitro: | Gremaud |

|            |           |           |
| Sadiku 57’ | Marcatori | 59’ Gashi |

| Arbitro: | Graf |

|                       |           |                         |
| Renfer 1’ Stauber 15’ | Marcatori | 17’ Marazzi 24’ Aratore |

| Arbitro: | Laperrière |

|                         |           |  |
| Šabanović 18’ Gashi 68’ | Marcatori |  |

| Arbitro: | Hänni |

|                        |           |                          |
| Valente 58’ Weller 90’ | Marcatori | 50’ Stojkov 87’ Bengondo |

| Arbitro: | Gremaud |

|           |           |  |
| Burki 28’ | Marcatori |  |

| Arbitro: | Gut |

|                        |           |                |
| Bengondo 29’ Gashi 37’ | Marcatori | 81’ Sejmenović |

| Arbitro: | Winter |

|                         |           |  |
| Burgmeier 17’ Bader 21’ | Marcatori |  |

### Coppa Svizzera
| 18 settembre 2010, ore 17:00 CEST Primo turno | Bavois | 1 – 3 | Aarau |  |

| 17 ottobre 2010, ore 16:00 CEST Secondo turno | Aarau | 2 – 3 | Kriens |  |

## Statistiche

### Statistiche di squadra
| Competizione     | Punti | In casa | In casa | In casa | In casa | In casa | In casa | In trasferta | In trasferta | In trasferta | In trasferta | In trasferta | In trasferta | Totale | Totale | Totale | Totale | Totale | Totale | DR  |
| Competizione     | Punti | G       | V       | N       | P       | Gf      | Gs      | G            | V            | N            | P            | Gf           | Gs           | G      | V      | N      | P      | Gf     | Gs     | DR  |
| ---------------- | ----- | ------- | ------- | ------- | ------- | ------- | ------- | ------------ | ------------ | ------------ | ------------ | ------------ | ------------ | ------ | ------ | ------ | ------ | ------ | ------ | --- |
| Challenge League | 36    | 15      | 7       | 3       | 5       | 22      | 19      | 15           | 2            | 6            | 7            | 17           | 32           | 30     | 9      | 9      | 12     | 39     | 51     | -12 |
| Coppa Svizzera   | -     | 1       | 0       | 0       | 1       | 2       | 3       | 1            | 1            | 0            | 0            | 3            | 1            | 2      | 1      | 0      | 1      | 5      | 4      | +1  |
| Totale           | 36    | 16      | 7       | 3       | 6       | 24      | 22      | 16           | 3            | 6            | 7            | 20           | 33           | 32     | 10     | 9      | 13     | 44     | 55     | -11 |

### Andamento in campionato
| Giornata  | 1 | 2 | 3 | 4 | 5 | 6 | 7 | 8 | 9 | 10 | 11 | 12 | 13 | 14 | 15 | 16 | 17 | 18 | 19 | 20 | 21 | 22 | 23 | 24 | 25 | 26 | 27 | 28 | 29 | 30 |
| --------- | - | - | - | - | - | - | - | - | - | -- | -- | -- | -- | -- | -- | -- | -- | -- | -- | -- | -- | -- | -- | -- | -- | -- | -- | -- | -- | -- |
| Luogo     | C | T | C | T | C | T | T | C | T | C  | C  | T  | C  | T  | C  | C  | T  | T  | C  | T  | C  | T  | C  | T  | T  | C  | T  | C  | C  | T  |
| Risultato | V | P | V | N | N | V | P | P | N | P  | N  | P  | P  | P  | P  | V  | N  | P  | N  | V  | P  | P  | V  | N  | N  | V  | N  | V  | V  | P  |
| Posizione | 5 | 8 | 6 | 5 | 5 | 4 | 6 | 7 | 7 | 9  | 10 | 10 | 11 | 13 | 13 | 12 | 13 | 14 | 14 | 13 | 13 | 13 | 13 | 14 | 13 | 10 | 11 | 11 | 10 | 11 |

Legenda:

Luogo: C = Casa; T = Trasferta. Risultato: V = Vittoria; N = Pareggio; P = Sconfitta.

### Statistiche dei giocatori
| M. Aratore     | 23 | 3  | 3 | 0 |
| P. Bachmann    | 0  | 0  | 0 | 0 |
| P. Bengondo    | 26 | 6  | 4 | 3 |
| L. Benito      | 26 | 0  | 3 | 0 |
| R. Bolli       | 3  | 0  | 0 | 0 |
| S. Burki       | 27 | 3  | 2 | 0 |
| A. Caetano     | 28 | 0  | 5 | 1 |
| D. Džombić     | 1  | 0  | 0 | 0 |
| S. Gashi       | 15 | 5  | 2 | 0 |
| J. Geissmann   | 1  | 0  | 0 | 0 |
| A. Ioniță      | 25 | 1  | 4 | 1 |
| D. Jakovljević | 19 | 0  | 3 | 0 |
| M. Ludäscher   | 21 | 1  | 0 | 0 |
| J. Mall        | 0  | 0  | 0 | 0 |
| D. Marazzi     | 29 | 5  | 6 | 0 |
| A. Mitreski    | 14 | 0  | 4 | 0 |
| T. Müller      | 13 | 0  | 0 | 0 |
| M. Polverino   | 23 | 0  | 4 | 2 |
| G. Rapisarda   | 23 | 0  | 4 | 0 |
| C. Rüedi       | 1  | 0  | 0 | 0 |
| E. Sinanović   | 11 | 0  | 3 | 0 |
| Z. Skopljak    | 3  | 0  | 0 | 0 |
| A. Stojkov     | 23 | 10 | 4 | 0 |
| S. Studer      | 27 | 0  | 2 | 0 |
| A. Vági        | 3  | 0  | 0 | 0 |
| S. Zeqiri      | 4  | 0  | 2 | 0 |
| S. Šabanović   | 27 | 5  | 1 | 0 |